# Cheilotrichia hamiltoni
Cheilotrichia hamiltoni là một loài ruồi trong họ Limoniidae. Chúng phân bố ở miền Australasia.